# さかき孝輔
さかき 孝輔（さかき こうすけ、1964年5月19日 - ）は、日本の男性俳優、声優。長野県出身。懸樋プロダクション所属。

## 来歴
芝居のために上京し、大学に入学したが中退し、文学座付属演劇研究所（26期生）に入所。その後演劇集団 円付属研究所（13期）を経てデビュー。
俳優として舞台・映画・ドラマなどで活動していたが、40代以降は洋画・海外ドラマの吹き替えで声優業を開始。以前はディーカラーに所属していた。

## 人物
趣味・特技は映画鑑賞・バイク・自主映画。
芯を張った芝居で魅せつつ脇役もこなすなど、「外画の現場には必要不可欠な存在」と紹介されている。重厚な構えからの存在感の強い役、フレンドリーで端正な役もこなす。

## 出演

### 舞台
- 終わりよければ全てよし
- 20世紀号にのって
- 夫婦纏
- マクベス
- 四谷怪談
- リア王

### テレビドラマ
- 熱き瞳に
- 火曜サスペンス劇場
- 刑事貴族
- 最後の忠臣蔵
- 白いドレスの女
- ダブルスコア
- はぐれ刑事純情派
- 不思議な幻燈館
- プライド
- 法医学教室の事件ファイル
- 真夜中のテニス
- 牟田刑事官事件ファイル

### 映画
- 記憶代理人
- 1990牡丹燈籠
- ネムリバ
- 幕末純情派
- フローズンライフ
- 利休

### 吹き替え

#### 担当俳優
ヴィニー・ジョーンズ
- ジェントルメン（ジェフ・シーコム）
- 沈黙の制裁（ボス）
- トリック 難事件はオレにお任せ（ガンター・グスタフセン）
- 必殺処刑チーム（ライカー）

サム・スプルエル
- アウトロー・キング スコットランドの英雄（エイマー・デ・ヴァレンス）※Netflix版
- ザ・ラストシップ（クインシー・トフェット博士）
- THE PENGUIN-ザ・ペンギン-（ルカ・ファルコーネ）

レイ・リオッタ
- シン・シティ 復讐の女神（ジョーイ）※ソフト版
- ジャッキー・コーガン（マーキー・トラットマン）※ソフト版
- リベンジ・オブ・ザ・グリーン・ドラゴン（ブルーム）※ソフト版

#### 映画（吹き替え）
- アールフォール
- アイス・アルマゲドン
- アイム・ソー・エキサイテッド!（リカルド〈ギレルモ・トレド〉）
- アサシネーション・ネーション
- アダルト・ビギナーズ
- アドヴィタム（ヴァナケン〈ヨハン・ヘルデンベルグ〉）
- アナコンダ vs. 殺人クロコダイル（タリー〈コリン・ネメック〉）
- アニー・イン・ザ・ターミナル（ヴィンス〈デクスター・フレッチャー〉）
- あるあるティーン・ムービー（ブリッグス〈ランディ・クエイド〉、コーチ〈エド・ローター〉、ヴァーノン先生〈ポール・グリーソン〉）※VOD版
- IT/イット “それ”が見えたら、終わり。（ヘンリーの父〈スチュアート・ヒューズ〉[5]）
- 祈りのちから
- インビジブル 暗殺の旋律を弾く女（ラディチ〈ヤン・ベイヴート〉）
- インベーション・アタック
- ウィンストン・チャーチル/ヒトラーから世界を救った男（バートラム・ラムゼー）
- ヴィンセントが教えてくれたこと（ロジャー〈レイ・ヤンニチェッリ〉）
- ウルフ・オブ・ウォー ネイビー・シールズ傭兵部隊vsPLA特殊部隊
- エージェント:コール（コール〈ゲイリー・ダニエルズ〉）
- H.G.ウェルズ 宇宙戦争 -ウォー・オブ・ザ・ワールド-
- エージェントナイトNY大捜査線（ヴィンナ〈マイケル・エクランド〉）
- エクスペンダブル・ミッション
- エクソダス:神と王（石切場衛兵〈クリストファー・シューレフ〉）
- Emma エマ（ウェストン氏〈ジェームズ・コスモ〉）
- エンド・オブ・キングダム（ケビン・ハザード〈コリン・サーモン〉 他）
- オハナ
- オペレーション・ローグ
- オールド・ダッド（コナー・ブロディ〈ボビー・カナヴェイル〉）
- おとなの恋の測り方（ブルーノ〈セドリック・カーン〉）
- 隠された時間（スリンの義父〈キム・ヒウォン〉）
- カイジ 動物世界（アンダーソン〈マイケル・ダグラス〉）
- カラーパープル（ミスター〈コールマン・ドミンゴ〉[6]）
- きっと、うまくいく
- 君の名前で僕を呼んで（アイザック〈ピーター・スピアーズ〉[7]）
- キラー・ドッグ（エレベーター係）※Netflix版
- キリング・サラザール 沈黙の作戦
- キングのメッセージ（担当男性職員）
- キング・ホステージ（マイキー〈ジョナサン・シェック〉、JP〈エイドリアン・グレニアー〉）
- グランド・ジョー
- クリスマス・カレンダー（おじいちゃん〈ロン・セファス・ジョーンズ〉）
- グローリー/明日への行進
- ゲッタウェイ
- コードネーム: プリンス（ウィルソン〈ジェッセ・プルエット〉、フランク〈ジョナサン・シェック〉）
- ゴーン・ガール
- 国際市場で逢いましょう
- 高慢と偏見とゾンビ（ミスター・ベネット〈チャールズ・ダンス〉）
- 殺し屋チャーリーと6人の悪党（ブルース・ジョーンズ〈ブライアン・ブラウン〉）
- ザ・ウォーク（バリー・グリーンハウス〈スティーヴ・ヴァレンタイン〉）
- The Calling
- ザ・ハード・ウェイ（ブリッグス〈ランディ・クートゥア〉）
- さまよう刃
- さらば青春の光（ジミーの父、治安判事、カフェ店主）※VOD版
- ザ・レジェンド（ウー〈フェルナンド・チーエン〉）
- シークレット・ソサエティ 〜王家第二子 秘密結社〜（エドモンド〈グレッグ・ブリック〉）
- しあわせへのまわり道
- Shiper5:Legacy
- 自由への道
- ジョーダート2（フォーグル〈パトリック・ウォーバートン〉）
- シャドウハンター（ルーク・ギャロウェイ〈エイダン・ターナー〉）
- ジャングル ギンズバーグ19日間の軌跡（カール〈トーマス・クレッチマン〉）
- ジオストーム（リコ〈デヴィッド・S・リー〉）
- スーパーマン（リック・フラッグ・シニア〈フランク・グリロ〉[8]）
- スクランブル（クーン 他）
- スター・ウォーズ/最後のジェダイ
- スモール・クライム（フィル・コークリー判事）
- スノー・クイーン 〜雪の女王〜
- 西部戦線異状なし（チャーデン〈エディン・ハサノヴィッチ〉）
- ソーラー・ストライク2013（ドン〈デヴィッド・ジェームズ・エリオット〉）※BSジャパン版
- ゾディアック 覚醒（レイ〈ニコラス・キャンベル〉）
- ソルジャーズ 連合軍を救った男たち
- その女、殺し屋テズ（シャルル・マール〈ルイ＝ド・ドゥ・ランクザン〉）
- ダーティ・グランパ（デヴィッド・ケリー〈ダーモット・マローニー〉）
- チャチャ・リアル・スムース（グレッグ〈ブラッド・ギャレット〉）
- 沈黙のアフガン（ヴァスケス〈ロブ・ヴァン・ダム〉）
- 沈黙の粛清（ウィリアム・ポーター〈クレイグ・シェイファー〉）
- 2バッドガイズ（スー〈ルイス・マンディロア〉）
- 妻への家路
- DCエクステンデッド・ユニバース
  - バットマン vs スーパーマン ジャスティスの誕生（アナトリ・クナイゼフ〈カラン・マルヴェイ〉）
  - ワンダーウーマン（ケンカ男[9]）
  - ジャスティス・リーグ（面会の大男[10]）
  - シャザム!（シヴァナ氏〈ジョン・グローヴァー〉[11]）※ザ・シネマ版
  - ザ・スーサイド・スクワッド “極”悪党、集結（ラットキャッチャー2父〈タイカ・ワイティティ〉[12]）
  - ブラックアダム（インターギャング検問長[13]）
- トーゴー（アイヴァノフ〈ブランドン・オークス〉）
- デス・ノート
- デッドロック 絶対王者ボイカ（ゾーラブ〈アロン・アブトゥブール〉[14]）
- ドライブアウェイ・ドールズ（ギャング〈C・J・ウィルソン〉[15]）
- ドライブ・ハード（銀行重役〈ジェローム・イーラーズ〉）
- ドラキュラZERO
- ドクター・エクソシスト（フェリックス〈トーマス・アラナ〉）
- ドラゴンハート 最後の闘い
- ドラフト・デイ（トニー・“ベーグル”・バグリー〈ブラッド・ウィリアム・ヘンケ〉）
- トランスフォーマー/最後の騎士王（キャノピー）
- トランセンデンス（スティーヴンス大佐〈コール・ハウザー〉[16]）
- ネバー・サレンダー 肉弾乱撃（キャッシュ〈ヒース・スレーター〉）
- ネオン・デーモン（ジャック〈デズモンド・ハリントン〉）
- バースデーケーキ：血の粛清（リカルド〈ウィリアム・フィクナー〉）
- バーニング・ブラッド
- パーフェクト・プラン（レイ・マーティン〈オリヴァー・ディムズデイル〉）
- パープルハート（ルークの父〈リンデン・アシュビー〉）
- ハイウェイ10に進め（ドライバー〈フレッド・アーミセン〉）
- バチカンで逢いましょう
- バトルスティール（ピーターソン教授〈ミッキー・ローク〉）
- バトルフロント
- ハンガーフォード（ジャニーンの父〈コリン・スターク〉）
- PAN 〜ネバーランド、夢のはじまり〜[17]（シルバーマン〈マイケル・ライアン〉）
- ビースト・ストーリー 選ばれし勇者
- ヒットマンズ・ボディガード （レビチン〈マイケル・ゴア〉）
- ヒットマン:ラスト・ミッション
- ビバリーヒルズ・コップ（ザック〈ジョナサン・バンクス〉）※Netflix版
- BUILDING
- ファーナス/訣別の朝
- ファイトクラブ・レディズ（ホルト〈ドルフ・ラングレン〉）
- ふたつの名前を持つ少年
- ブラザー・ミッション -ライド・アロング2-
- ブラック・シー（フレイザー〈ベン・メンデルソーン〉）
- ブラック・ハッカー（トニー・ヒルマン〈イバン・ゴンザレス〉）
- フリー・ファイヤー（フランク〈マイケル・スマイリー〉[18]）
- ブリッジ・オブ・スパイ（マイケル・ヴェローナ〈スティーヴ・サーバス〉）
- 不良探偵ジャック・アイリッシュ 死者からの依頼
- 不良探偵ジャック・アイリッシュ 3度目の絶体絶命
- ブルータリスト（アティラ〈アレッサンドロ・ニヴォラ〉）
- ブルーに生まれついて（マイルス・デイヴィス〈ケダー・ブラウン〉）
- フレンチ・ラン
- フロム・ダスク・ティル・ドーン（テキサス・レンジャー アール・マクグロー〈マイケル・パークス〉）※Netflix版
- ヘイロー: ナイトフォール
- ペンタゴン・ペーパーズ/最高機密文書（ジーン・パターソン）
- ホーム・スイート・ヘル/キレたわたしの完全犯罪（レス〈ジェームズ・ベルーシ〉）
- ボルケーノ・シティ
- ホット・シート（ウォレス・リード〈メル・ギブソン〉）
- マクベス
- マジック・イン・ムーンライト
- マチェーテ・キルズ（ルター・ヴォズ〈メル・ギブソン〉）
- マックス/MAX
- 真昼の決闘 ※VOD版
- マルティニークからの祈り
- マリアンヌ（ジョージ〈ダニエル・ベッツ〉）
- ミスターGO!（借金取り5[19]）
- 山猫は眠らないシリーズ
  - 山猫は眠らない6 裏切りの銃撃（ビッドウェル少佐〈ドミニク・マフハム〉）
  - 山猫は眠らない8 暗殺者の終幕（ゼロ〈ライアン・ロビンズ〉[20]）
  - 山猫は眠らない9 ローグ・ミッション（ゼロ〈ライアン・ロビンズ〉[21]）
  - 山猫は眠らない10 レディ・デスの奪還（ゼロ〈ライアン・ロビンズ〉[22]）
- ムーン・ウォーカーズ
- 誘惑の掟
- ライズ・オブ・ザ・レジェンド 〜炎虎乱舞〜（ホアン・チーイン〈レオン・カーフェイ〉）
- ライブ・ハード
- ラスト・ガン 地獄への銃弾
- ラスト・シャンハイ（西野少将〈倉田保昭〉）
- ラビング 愛という名前のふたり（ブルックス保安官〈マートン・チョーカシュ〉）
- 乱気流/タービュランス（ブルックス〈ジェフリー・デマン〉）※VOD版
- リベンジ・キラー
- ルーム（レオ〈トム・マッカムス〉）
- ルディ・レイ・ムーア（リコ、ローレンス・ウールナー〈ボブ・オデンカーク〉）
- レッド・ファミリー
- 我が名はヴェンデッタ（サント（アレッサンドロ・ガスマン〉）
- ワン チャンス（ルチアーノ・パヴァロッティ〈スタンリー・タウンゼント〉）
- ロード・オブ・モンスターズ 地上最大の決戦（マルコス〈エリック・ロバーツ〉）

#### ドラマ
- アメリカン・ホラー・ストーリー: ホテル
- ARROW/アロー（ラーズ・アル・グール〈マット・ネイブル〉）
- インクレティブル・ドクターポール
- イカゲーム3（ケヴィン）
- NCIS 〜ネイビー犯罪捜査班
  - シーズン5 #10（エイドリアン・デ・ラ・カーサ軍医大佐〈ホセ・ズニーガ〉）
  - シーズン9 #8,#9（ジョセフ・フローレス〈アレックス・フェルナンデス〉）
- エレメンタリー ホームズ&ワトソン in NY
- NCIS:LA 〜極秘潜入捜査班 シーズン4 #21（ミゲル・バルボーサ〈ゲイリー・ペリッツ〉）
- NCIS: シドニー #3
- キムチ～不朽の名作（ファン・ヨンチョル〈ペク・ユンシク〉）
- グリーンリーフ（ダリウス〈リック・フォックス〉）
- 原潜ヴィジル 水面下の陰謀（ニール・ニューサム中佐〈パターソン・ジョゼフ〉）[23]
- GOTHAM/ゴッサム
- THE FALL 警視ステラ・ギブソン
- ザ・セブンティーズ
- ザ・ラストシップ（ジェフリー・“ジェフ”・ミッチェナー合衆国大統領〈マーク・モーゼス〉）
- ザ・ルーキー：FEDS FBI新米捜査官ファイル #8（ノヴァク・ステパノフ〈ジョン・パイパー＝ファーガソン〉）
- ジェーン・ザ・ヴァージン
- ジャーナリスト事件簿〜匿名の影〜
- ジュピターズ・レガシー（ウォルター〈ベン・ダニエルズ〉）
- 地獄が呼んでいる（チン・ギョンフン〈ヤン・イクチュン〉）
- JUSTIFIED 俺の正義
- 主任警部アラン・バンクス
- 水滸伝 All Men Are Brothers（秦明〈趙秋生〉）
- SUPERGIRL/スーパーガール
- スーパーナチュラル
- スキャンダル3 託された秘密（アンドリュー・ニコラス知事〈ジョン・テニー〉）
- スクリーム
- スター・ウォーズシリーズ (コブ・ヴァンス〈ティモシー・オリファント〉)
  - マンダロリアン (テレビドラマ)
  - ボバ・フェット/The Book of Boba Fett
- セックス・エデュケーション（ヤコブ〈ミカエル・パーシュブラント〉）
- TIMELESS #5（ジェームズ・ボウイ〈クリス・ブロウニング〉）
- ダ・ヴィンチと禁断の謎
- ツイン・ピークス The Return（ロドニー・ミッチャム〈ロバート・ネッパー〉）
- デビアスなメイドたち シーズン4（ベン〈カルロス・ポンセ〉）
- TRUE DETECTIVE/二人の刑事
- ドクター・フー (初代ドクター 〈デヴィッド・ブラッドリー〉)
- トミーとタペンス -2人で探偵を-
- ナイト・エージェント（エリック・モンクス〈D・B・ウッドサイド〉）
- PERSON of INTEREST 犯罪予知ユニット
- ハウス・オブ・カード 野望の階段（アダム・ギャロウェイ〈ベン・ダニエルズ〉）
- パラノイド（ヘンリー・アプレイ〈ウィリアム・アッシュ〉）
- ハンムラビ法廷〜初恋はツンデレ判事!?〜（ハン・セソン〈ソン・ドンイル〉）
- HAWAII FIVE-0
  - シーズン6 #11（リーヴァイ〈モーリス・コンプト〉）#15（ハワード・フラー〈アントニオ・レオン〉）
  - シーズン9 #9 #22（ハジメ・マスダ〈サニー齋藤〉）
- The 100 / ハンドレッド（チャールズ・パイク〈マイケル・ビーチ〉）
- 秘密の扉
- 華政（ホン・ヨン）
- BLOODLINE ブラッドライン（エリック・オバノン〈ジェイミー・マクシェーン〉）
- THE BRIDGE/ブリッジ
- ファウンデーション（ブラザー・ダスク〈テレンス・マン〉）
- ブレイクアウト・キング
- ヘチ 王座への道（ユン・ヒョク〈チェ・ミンチョル〉）
- BONES シーズン12（トム・エリス）
- ホワイトライン（デヴィッド・モリス〈ローレンス・フォックス〉）
- ポーカー・フェイス（キース・オーエンス〈ティム・ブレイク・ネルソン〉）
- HOTEL hell
- Marvel デアデビル（ノブ〈ピーター・シンコダ〉）
- Marvel ルーク・ケイジ（ボビー・フィッシュ〈ロン・ケパ・ジョーンズ〉）
- Weeds ママの秘密（エステバン・レイエス〈デミアン・ビチル〉）
- マインドハンター（アームストロング、トニー、ダン・コブ）
- マンダロリアン（コブ・ヴァンス）
- マンハント（スタン・コール〈ジェレミー・ボブ〉[24]）
- ミルドレッドの魔女学校（長老）
- リングサイド
- リーサル・ウェポン
- LEFTOVERS/残された世界

#### アニメ
- KUBO/クボ 二本の弦の秘密（ハシ）
- バンザイ! キング・ジュリアン（コト）
- デンジャーマウス
- トランスフォーマー アドベンチャー（シェードロック）
- ミッシング・スリー：アルカディア物語（キング・フィアルコフ）
- ホワット・イフ...?（ホーガン）
- マジックハンター：ダニエル・スペルバウンド（2022年、ヘクター）
- NINJA KAMUI（2024年、ビッグ・D）

### テレビアニメ
2014年
- 牙狼〈GARO〉-炎の刻印-（魔戒騎士）
- 金田一少年の事件簿R（鑑識）
- ナノ・インベーダーズ
- 棺姫のチャイカ（ごろつきB、コカトリス、イフェゲニー・カトコワ） - 2シリーズ
- トライブクルクル（ゴールド）
- 風雲維新ダイ☆ショーグン（虚無僧、幕臣1）

2015年
- アクエリオンロゴス（社長）
- 銀魂 シリーズ（2015年 - 2017年、悪漢、夜兎、町人、春雨元老A） - 2シリーズ
- 対魔導学園35試験小隊（審問官、教師、容疑者B、タケル父）
- 東京喰種トーキョーグール√A（副官）
- トリアージX（麻野伸一）
- ルパン三世 PART IV（男）

2016年
- アイドルメモリーズ（片岡宗一郎）
- ViVid Strike!（社長）
- ルパン三世 イタリアン・ゲーム（ロブソン役の俳優）

2017年
- ロクでなし魔術講師と禁忌教典（教師A）

2018年
- バジリスク 〜桜花忍法帖〜（諸行枯葉）
- メガロボクス（2018年 - 2021年、ゲットー蜂矢、対戦相手、無線、役員B、組員B 他） - 2シリーズ

2019年
- デュエル・マスターズ!!（オケツ団長）

2020年
- 波よ聞いてくれ（鼓田信）

2022年
- ルパン三世 PART6（セリム）
- リコリス・リコイル（ミカ）

2023年
- 冒険大陸 アニアキングダム（エレファ、動物たち）
- ダークギャザリング（愛依の父）

2024年
- 百千さん家のあやかし王子（葵の父）
- 魔法科高校の劣等生（九島真言）

2025年
- ニンジャラ（バーンの祖父）

### 劇場アニメ
- この世界の片隅に（2016年）
- 劇場版 黒執事 Book of the Atlantic（2017年、機関員）
- LUPIN THE IIIRD 血煙の石川五ェ門（2017年、鉄竜会組員[28]）
- きみの声をとどけたい（2017年、矢沢正信）
- 海辺のエトランゼ（2020年、駿の父）
- THE FIRST SLAM DUNK（2022年）

### OVA
- 棺姫のチャイカ AVENGING BATTLE（2015年、道具係B）

### Webアニメ
- 『リコリス・リコイル』Friends are thieves of time.（2025年、ミカ[29][30]）

### ドラマCD
- リコリス・リコイル BD&DVD Vol.5 特典CDミニドラマ「シンギン イン 502号室」（2023年、ミカ）

### ゲーム
- アサシン クリード オリジンズ（2017年）
- 龍が如く ONLINE（2018年、ヴィンセント・ロウ）
- レインボーシックス シージ（2021年、サッチャー）
- Far Cry 6（2021年）
- バイオハザード ヴィレッジ（2021年、ロボ）
- バイオハザード RE:4（2023年、マリオ・フェルナンデス・カスタニョ）
- 白猫プロジェクト（2023年、ミカ）
- The Elder Scrolls Online（2024年、ヴァヌス・ガレリオン）
- とある魔術の禁書目録 幻想収束（2024年、ロベルト＝カッツェ）
- デッドライジング デラックスリマスター（2024年、ブロック・メイソン）
- VALORANT（2025年、テホ）

### CM
- ウテナ
- サッポロビール
- マイカルサティ

### イベント
- 全日本スキー技術選手権大会
- 東京モーターショー

## ディスコグラフィ

### キャラクターソング
| 発売日        | 商品名                                 | 歌 | 楽曲               | 備考                                     |
| ------------- | -------------------------------------- | --- | ------------------ | ---------------------------------------- |
| 2023年1月25日 | リコリス・リコイル BD / DVD第5巻特典CD | ミカ（さかき孝輔）                                                                                               | 「勝手にしやがれ」 | テレビアニメ『リコリス・リコイル』関連曲 |
| 2023年1月25日 | リコリス・リコイル BD / DVD第5巻特典CD | 錦木千束（安済知佳）、井ノ上たきな（若山詩音）、中原ミズキ（小清水亜美）、クルミ（久野美咲）、ミカ（さかき孝輔） | 「学園天国」       | テレビアニメ『リコリス・リコイル』関連曲 |

### シリーズ一覧
1. ↑  第1期（2014年）、第2期『AVENGING BATTLE』（2014年）
2. ↑  第3期『銀魂ﾟ』（2015年 - 2016年）、第4期『銀魂.』（2017年）
3. ↑  第1期（2018年）、第2期『NOMAD メガロボクス２』（2021年）